# Through the Past, Darkly (Big Hits Vol. 2)
Albums de The Rolling Stones
Beggars Banquet
(1968) Let It Bleed
(1969)
Through the Past, Darkly (Big Hits Vol. 2) est la seconde compilation officielle des Rolling Stones réalisée en 1969 peu de temps après le départ de Brian Jones du groupe et son décès.
En août 2002, la version américaine de Through the Past, Darkly (Big Hits Vol. 2) est remasterisée et sortie en CD par ABKCO. La version anglaise est quasiment introuvable de nos jours.

## Titres
Toutes les compositions sont de Mick Jagger et Keith Richards sauf indications contraires.

### Version anglaise
1. Jumpin' Jack Flash – 3:40
2. Mother's Little Helper – 2:45
3. 2000 Light Years from Home – 4:45
4. Let's Spend the Night Together – 3:36
5. You Better Move On (Arthur Alexander) – 2:39
6. We Love You – 4:22
7. Street Fighting Man – 3:15
8. She's a Rainbow – 4:11
9. Ruby Tuesday – 3:16
10. Dandelion – 3:32
11. Sittin' on a Fence – 3:02
12. Honky Tonk Women – 3:00

### Version américaine
1. Paint It, Black – 3:20
2. Ruby Tuesday – 3:12
3. She's a Rainbow – 4:35
4. Jumpin' Jack Flash – 3:40
5. Mother's Little Helper – 2:40
6. Let's Spend the Night Together – 3:29
7. Honky Tonk Women – 3:03
8. Dandelion – 3:56
9. 2000 Light Years from Home – 4:45
10. Have You Seen Your Mother, Baby, Standing in the Shadow? – 2:33
11. Street Fighting Man – 3:10